# Ella Fitzgerald Sings the Harold Arlen Songbook
Ella Fitzgerald Sings the Harold Arlen Songbook è il ventiduesimo album della cantante jazz Ella Fitzgerald, pubblicato dalla Verve Records nel 1961.
L'album vede la cantante interpretare brani di Harold Arlen accompagnata dalla Billy May Orchestra. La copertina ritrae un disegno di Henri Matisse.

## Tracce
Disco 1

Lato A
1. Blues in the Night (Johnny Mercer) – 7:14
2. Let's Fall in Love (Ted Koehler) – 4:05
3. Stormy Weather (Koehler) – 5:17
4. Between the Devil and the Deep Blue Sea (Koehler) – 2:26
5. My Shining Hour (Mercer) – 4:02
6. Hooray for Love (Leo Robin) – 2:45

Disco 1

Lato B
1. This Time the Dream's on Me (Mercer) – 4:39
2. That Old Black Magic (Mercer) – 4:13
3. I've Got the World on a String (Koehler) – 4:54
4. Let's Take a Walk Around the Block (Ira Gershwin, E.Y. Harburg) – 4:03
5. Ill Wind (Koehler) – 3:55
6. Ac-Cent-Tchu-Ate The Positive (Mercer) – 3:37

Disco 2

Lato A
1. When the Sun Comes Out (Koehler) – 5:10
2. Come Rain or Come Shine (Mercer) – 3:24
3. As Long as I Live (Koehler) – 3:48
4. Happiness is a Thing Called Joe (Harburg) – 3:30
5. It's Only a Paper Moon (Harburg, Billy Rose) – 3:37
6. The Man that Got Away (Gershwin) – 5:21

Disco 2

Lato B
1. One for My Baby (and One More for the Road) (Mercer) – 3:58
2. It Was Written in the Stars (Robin) – 5:11
3. Get Happy (Koehler) – 3:33
4. I Gotta Right to Sing the Blues (Koehler) – 5:12
5. Out of This World (Mercer) – 2:46
6. Over the Rainbow (Harburg) – 4:21

Bonus track riedizioni 1988 e 2001
1. Ding-Dong! The Witch Is Dead (Harburg) – 3:19
2. Sing My Heart (Koehler) – 2:49

Bonus track riedizione 2001
1. Let's Take a Walk Around the Block (Alternative take) – 4:07
2. Sing My Heart (Alternative take) – 2:32